# 風雨中的寧靜
風雨中的寧靜，是蔣經國的著作之一，於1967年1月30日初版。內容收錄蔣經國曾撰寫過的文章。如為陳懷生銅像揭幕撰寫之〈看不見，可是你依舊存在〉。

## 目次大要
- 〈一位平凡的偉人〉（又名〈我的父親〉）
- 〈危急存亡之秋〉
- 〈贛江的水，依舊在流〉
- 〈讓我們來接受仔的革命利劍〉
- 〈永遠與自然同在〉
- 〈投宿在一個沒有地名的地方〉
- 〈金馬之行〉
- 〈我們是為勝利而生的〉
- 〈夜航海峽有感〉
- 〈在每一分鐘時光中〉
- 〈看不見，可是你依舊存在〉
- 〈永不熄滅的明燈〉
- 〈凌霜雪而彌勁〉
- 〈何以必須拿起武器〉
- 〈自反自勉錄〉